# Liste des titres musicaux numéro un en Autriche en 2006
Cette page liste les titres numéro un dans les meilleures ventes de disques en Autriche pour l'année 2006.

## Classement des singles
| №  | Date          | Artiste                                         | Titre                     |
| -- | ------------- | ----------------------------------------------- | ------------------------- |
| 1  | 6 janvier     | Mattafix                                        | Big City Life             |
| 2  | 13 janvier    | Mattafix                                        | Big City Life             |
| 3  | 20 janvier    | Mattafix                                        | Big City Life             |
| 4  | 27 janvier    | Mattafix                                        | Big City Life             |
| 5  | 3 février     | Bob Sinclar pres. Goleo VI feat. Gary Pine (en) | Love Generation           |
| 6  | 10 février    | Bob Sinclar pres. Goleo VI feat. Gary Pine (en) | Love Generation           |
| 7  | 17 février    | Bob Sinclar pres. Goleo VI feat. Gary Pine (en) | Love Generation           |
| 8  | 24 février    | Bob Sinclar pres. Goleo VI feat. Gary Pine (en) | Love Generation           |
| 9  | 3 mars        | Bob Sinclar pres. Goleo VI feat. Gary Pine (en) | Love Generation           |
| 10 | 10 mars       | Bob Sinclar pres. Goleo VI feat. Gary Pine (en) | Love Generation           |
| 11 | 17 mars       | Bob Sinclar pres. Goleo VI feat. Gary Pine (en) | Love Generation           |
| 12 | 24 mars       | Tokio Hotel                                     | Rette mich                |
| 13 | 31 mars       | Tokio Hotel                                     | Rette mich                |
| 14 | 7 avril       | Tobias Regner                                   | I Still Burn              |
| 15 | 14 avril      | Tobias Regner                                   | I Still Burn              |
| 16 | 21 avril      | Tobias Regner                                   | I Still Burn              |
| 17 | 28 avril      | Tobias Regner                                   | I Still Burn              |
| 18 | 5 mai         | Mary J. Blige & U2                              | One                       |
| 19 | 12 mai        | Christina Stürmer                               | Nie genug                 |
| 20 | 19 mai        | Christina Stürmer                               | Nie genug                 |
| 21 | 26 mai        | Gnarls Barkley                                  | Crazy                     |
| 22 | 2 juin        | Gnarls Barkley                                  | Crazy                     |
| 23 | 9 juin        | Gnarls Barkley                                  | Crazy                     |
| 24 | 16 juin       | Gnarls Barkley                                  | Crazy                     |
| 25 | 23 juin       | Gnarls Barkley                                  | Crazy                     |
| 26 | 30 juin       | Gnarls Barkley                                  | Crazy                     |
| 27 | 7 juillet     | Gnarls Barkley                                  | Crazy                     |
| 28 | 14 juillet    | Gnarls Barkley                                  | Crazy                     |
| 29 | 21 juillet    | Gnarls Barkley                                  | Crazy                     |
| 30 | 28 juillet    | Gnarls Barkley                                  | Crazy                     |
| 31 | 4 août        | The Pussycat Dolls feat. Snoop Dogg             | Buttons                   |
| 32 | 11 août       | The Pussycat Dolls feat. Snoop Dogg             | Buttons                   |
| 33 | 18 août       | The Pussycat Dolls feat. Snoop Dogg             | Buttons                   |
| 34 | 25 août       | Tiziano Ferro                                   | Stop! Dimentica           |
| 35 | 1er septembre | Christina Stürmer                               | Um bei Dir zu sein        |
| 36 | 8 septembre   | Tokio Hotel                                     | Der letzte Tag            |
| 37 | 15 septembre  | Christina Stürmer                               | Um bei Dir zu sein        |
| 38 | 22 septembre  | Christina Stürmer                               | Um bei Dir zu sein        |
| 39 | 29 septembre  | Scissor Sisters                                 | I Don't Feel Like Dancin' |
| 40 | 6 octobre     | Scissor Sisters                                 | I Don't Feel Like Dancin' |
| 41 | 13 octobre    | Scissor Sisters                                 | I Don't Feel Like Dancin' |
| 42 | 20 octobre    | Scissor Sisters                                 | I Don't Feel Like Dancin' |
| 43 | 27 octobre    | Scissor Sisters                                 | I Don't Feel Like Dancin' |
| 44 | 3 novembre    | Silbermond                                      | Das Beste                 |
| 45 | 10 novembre   | Silbermond                                      | Das Beste                 |
| 46 | 17 novembre   | Silbermond                                      | Das Beste                 |
| 47 | 24 novembre   | Silbermond                                      | Das Beste                 |
| 48 | 1er décembre  | Silbermond                                      | Das Beste                 |
| 49 | 8 décembre    | Silbermond                                      | Das Beste                 |
| 50 | 15 décembre   | Monrose                                         | Shame                     |
| 51 | 22 décembre   | Monrose                                         | Shame                     |
| 52 | 29 décembre   | Monrose                                         | Shame                     |

## Classement des albums
| №  | Date          | Artiste                                                      | Titre                     |
| -- | ------------- | ------------------------------------------------------------ | ------------------------- |
| 1  | 6 janvier     | Robbie Williams                                              | Intensive Care            |
| 2  | 13 janvier    | Xavier Naidoo                                                | Telegramm für X           |
| 3  | 20 janvier    | Orchestre philharmonique de Vienne Direction: Mariss Jansons | Neujahrskonzert 2006      |
| 4  | 27 janvier    | Orchestre philharmonique de Vienne Direction: Mariss Jansons | Neujahrskonzert 2006      |
| 5  | 3 février     | Rainhard Fendrich                                            | Hier + Jetzt              |
| 6  | 10 février    | Rainhard Fendrich                                            | Hier + Jetzt              |
| 7  | 17 février    | Rainhard Fendrich                                            | Hier + Jetzt              |
| 8  | 24 février    | James Blunt                                                  | Back to Bedlam            |
| 9  | 3 mars        | James Blunt                                                  | Back to Bedlam            |
| 10 | 10 mars       | SheSays                                                      | SheSays                   |
| 11 | 17 mars       | Rosenstolz                                                   | Das große Leben           |
| 12 | 24 mars       | Placebo                                                      | Meds                      |
| 13 | 31 mars       | Rosenstolz                                                   | Das große Leben           |
| 14 | 7 avril       | Tokio Hotel                                                  | Schrei                    |
| 15 | 14 avril      | Pink                                                         | I'm Not Dead              |
| 16 | 21 avril      | Andrea Berg                                                  | Splitternackt             |
| 17 | 28 avril      | Andrea Berg                                                  | Splitternackt             |
| 18 | 5 mai         | Silbermond                                                   | Laut gedacht              |
| 19 | 12 mai        | Tool                                                         | 10,000 Days               |
| 20 | 19 mai        | Red Hot Chili Peppers                                        | Stadium Arcadium          |
| 21 | 26 mai        | Red Hot Chili Peppers                                        | Stadium Arcadium          |
| 22 | 2 juin        | Red Hot Chili Peppers                                        | Stadium Arcadium          |
| 23 | 9 juin        | Red Hot Chili Peppers                                        | Stadium Arcadium          |
| 24 | 16 juin       | Red Hot Chili Peppers                                        | Stadium Arcadium          |
| 25 | 23 juin       | Red Hot Chili Peppers                                        | Stadium Arcadium          |
| 26 | 30 juin       | Red Hot Chili Peppers                                        | Stadium Arcadium          |
| 27 | 7 juillet     | LaFee                                                        | LaFee                     |
| 28 | 14 juillet    | Peter Alexander                                              | Herzlichen Glückwunsch!   |
| 29 | 21 juillet    | LaFee                                                        | LaFee                     |
| 30 | 28 juillet    | Semino Rossi                                                 | Ich denk an Dich          |
| 31 | 4 août        | Nockalm Quintett                                             | Einsam wie Napoleon       |
| 32 | 11 août       | Semino Rossi                                                 | Ich denk an Dich          |
| 33 | 18 août       | Semino Rossi                                                 | Ich denk an Dich          |
| 34 | 25 août       | Christina Aguilera                                           | Back to Basics            |
| 35 | 1er septembre | Robbie Williams                                              | Greatest Hits             |
| 36 | 8 septembre   | Hansi Hinterseer                                             | Meine Berge, meine Heimat |
| 37 | 15 septembre  | Christina Aguilera                                           | Back to Basics            |
| 38 | 22 septembre  | Bob Dylan                                                    | Modern Times              |
| 39 | 29 septembre  | Christina Stürmer                                            | Lebe lauter               |
| 40 | 6 octobre     | Christina Stürmer                                            | Lebe lauter               |
| 41 | 13 octobre    | Christina Stürmer                                            | Lebe lauter               |
| 42 | 20 octobre    | Die Ärzte                                                    | Bäst of                   |
| 43 | 27 octobre    | Christina Stürmer                                            | Lebe lauter               |
| 44 | 3 novembre    | Robbie Williams                                              | Rudebox                   |
| 45 | 10 novembre   | Kiddy Contest Kids                                           | Kiddy Contest Vol. 12     |
| 46 | 17 novembre   | Kiddy Contest Kids                                           | Kiddy Contest Vol. 12     |
| 47 | 24 novembre   | Kiddy Contest Kids                                           | Kiddy Contest Vol. 12     |
| 48 | 1er décembre  | Kiddy Contest Kids                                           | Kiddy Contest Vol. 12     |
| 49 | 8 décembre    | Kiddy Contest Kids                                           | Kiddy Contest Vol. 12     |
| 50 | 15 décembre   | Kiddy Contest Kids                                           | Kiddy Contest Vol. 12     |
| 51 | 22 décembre   | Monrose                                                      | Temptation                |
| 52 | 29 décembre   | Monrose                                                      | Temptation                |

## Hit-Parade de l'année
| Singles | Albums |
| --- | --- |
| 1. Gnarls Barkley – Crazy 2. Bob Sinclar vs. Goleo VI – Love Generation 3. Shakira feat Wyclef Jean – Hips Don't Lie 4. Mattafix – Big City Life 5. Christina Stürmer – Nie genug 6. Eros Ramazzotti & Anastacia – I Belong to You 7. Tiziano Ferro – Stop! Dimentica 8. Scissor Sisters – I Don't Feel Like Dancin’ 9. Silbermond – Das Beste 10. Mary J. Blige & U2 – One | 1. Red Hot Chili Peppers – Stadium Arcadium 2. Kiddy Contest – Kiddy Contest Vol. 12 3. Robbie Williams – Intensive Care 4. Xavier Naidoo – Telegramm für X 5. Christina Stürmer – Lebe lauter 6. James Blunt – Back to Bedlam 7. Semino Rossi – Ich denk an dich 8. Tokio Hotel – Schrei! 9. Pink – I'm Not Dead 10. LaFee – LaFee |